# Hertogdom Oostenrijk
Het hertogdom Oostenrijk (Duits: Herzogtum Österreich), naast Binnen-Oostenrijk en Opper-Oostenrijk ook wel Neder-Oostenrijk (Duits: Niederösterreich) genoemd, ontstond in 1156 toen keizer Frederik I Barbarossa het Privilegium minus uitvaardigde waarin het markgraafschap Oostenrijk (Marcha Austriae) tot hertogdom werd verheven. Het hertogdom Oostenrijk werd speciaal gecreëerd door het af te scheiden van het grotere Beieren en gegeven aan Hendrik Jasomirgott (de Leeuw) van het huis Babenberg (via Barbarossa's moeder aan hem verwant). Hendrik de Leeuw (Hertog van Saksen en Beieren, door erfenis en behendige politiek veruit de machtigste man van Duitsland, na de keizer Frederik I Barbarossa) ging hiermee akkoord omdat het de enige manier was om de rest van Beieren in zijn bezit te krijgen. In 1453 werd het hertogdom verheven tot aartshertogdom toen keizer Frederik III het Privilegium maius erkende en rechtsgeldigheid gaf.